# Proshai, Livushka
"Proshai, Livushka" je 28. epizoda HBO-ove televizijske serije Obitelj Soprano i druga u trećoj sezoni serije. Napisao ju je David Chase, režirao Tim Van Patten, a originalno je emitirana 4. ožujka 2001.

## Radnja
Tony doživi napad panike i sruši se na pod. Nakon što Carmela stiže kući, odmah ispušta svoje vrećice i pomaže mu da se digne s poda. Kad ga upita što se dogodilo, on kaže "Uncle Ben", a scena se vraća na Tonyja koji pozdravljaMeadow i njezina novog dečka. Tony silazi niz stube i iznenadi se vidjevši Meadow na kauču. Meadow kaže ocu kako mora posuditi videorekorder i doći s prijateljem. Meadowin dečko, Noah Tannenbaum, dolazi iz kupaonice i susretljivo se rukuje s Tonyjem. Komplimentira Tonyju na njegovu kućnom kinu i počne povjerljivi razgovor o svojim razmišljanjima o povijesti filma, jer su upravo gledali Državnog nerijatelja s Jamesom Cagneyjem, Tonyjev omiljeni film. Na žalost, Noah se naljuti na Tonyjev rasistički ispad, pogotovo kad se on tiče njegove jedine kćeri, Meadow, za koju Noah kaže, "Prerano je za reći" kad ga Tony upita, "jesu li...", sugerirajući da li su imali romantični ili čak fizički odnos. Nakon što Meadow ode na kat, Tony upita Noaha odakle potječe, a ovaj kaže kako je Židov na očevu stranu i Afroamerikanac na majčinu. Tony, koristeći se s nekoliko rasnih uvreda, upozori Noaha da se kloni njegove kćeri i da prekine s njom čim se vrate u kampus. Noah to shvati kao prijetnju i izleti iz kuće. Meadow posumnja da je nešto krenulo krivo i odbije razgovarati s ocem. Tony odlazi u kuhinju, otvori vitrinu i ugleda kutiju riže "Uncle Ben's". Logo kompanije, nasmijani crnac, izaziva Tonyjev napad panike od stresa nakupljenog zbog Meadowina dečka.
Tony posjećuje svoju majku, Liviju, pokušavši izgladiti stvari i upozoriti je da ne razgovara s FBI-em. Livia automatski pomisli kako nešto nije u redu i postane nervozna. Livijina nova pomoćnica, Svetlana, zatim iznese dječje knjige (koje su trebale biti napisane prije gotovo 20 godina) i natjera Liviju da napiše nešto o obiteljskoj povijesti. Livia zatim kaže, "To nije ničija stvar". Uzrujavši se, Tony joj kaže da čini što god hoće u vezi njegova nadolazećeg suđenja i ostavi je samu. Dok Tony obrađuje vrt, Carmela prima poziv da je Livia umrla.
Dok se ljudi okupljaju u kući Sopranovih, Tonyjeva sestra Barbara obavještava ga da Janice neće doći. Ispred kuće pune ljudi on naziva Janice "jebenom kujom". Bijesno nazove Seattle i kaže joj da bude na prvom avionu za New Jersey. Janice kaže Tonyju kako ima dobar razlog ne biti u državi New Jersey jer je nekoliko mjeseci ranije ubila Richieja. Tony joj kaže, "slučaj je hladniji od [njezinih] sisa" te da ipak dođe. Sljedećeg jutra, Janice stiže i upada u središte pozornosti.
Po prvi put se pojavljuju i Ralph Cifaretto i Eugene Pontecorvo. Nakon što je stigao Ralphie, zajedno s Vitom Spataforeom, Patsyjem Parisijem, Gigijem Cestoneom i Albertom Bareseom kako bi izrazili sućut zbog smrti Tonyjeve majke. Tony kaže Ralphieju da mora razgovarati s njim i Albertom. Tony, Albert, Ralphie i Gigi odlaze s Tonyjem do bazena gdje se Tony počne prepirati s Albertom i Ralphiejem oko nedavnih požara. Tony upita zašto je Ralphie zapalio Albertove kamione, a Ralph odvraća, "jer je zapalio dva moja kontejnera". Ralphie još kaže kako je "njegova ekipa", ekipa Aprile, spremna za poslovni dogovor. Tony odgovara, "Ti si kapetan, Ralphie, kad ja kažem da si kapetan". Zatim kaže Ralphieju i Albertu kako "neće biti...više...požara..."    
U mrtvačnici, Tony i Barbara sređuju pogreb, na što Janice prigovori kako želi sprovod sa svim ukrasima. Tony joj kaže kako ne želi nikakva "kalifornijska sranja", samo jednostavnu službu i nakon toga primanje. (Livia je, međutim, izjavila kako želi sprovod bez ikakvih službi ili komemoracija.) Sljedeće se večeri svi spremaju za bdijenje, uključujući Christophera, Adrianu i Furia (koji se nafiksaju kokainom i marihuanom), Silvia, koji je ljut jer propušta američki nogomet, i Raya Curta, koji nosi prisluškivač. Stric Junior pokuša se pomiriti s Carmelom uz polovične rezultate, a ona ga zamoli da se ponaša u skladu s prigodom. Sljedećeg dana na groblju, Livia je pokopana, a Meadow se udalji od Tonyja. Janice kasnije kaže Svetlani kako namjerava živjeti u Livijinoj kući i da bi htjela da joj do vikenda vrati gramofonske ploče, iako je Livia prije svoje smrti te ploče ostavila Svetlani.
Ralphie pošalje Eugenea Pontecorva i Gigija Cestonea da presretnu Josepha Zacharyja koji se umiješao u Ralphiejev posao s otpadom. Ralph naređuje svojoj ekipi da ga napadnu bejzbolskim palicama, rekavši "Dečki, sjetite se, Tony je rekao bez pištolja!".
Primanje izaziva bijes i ljutnju nakon što Janice prisili sve prisutne da kažu nešto o Liviji. O Liviji govore Hesh Rabkin, Christopher i njezina prijateljica Fanny. Međutim, Carmela prekida sve rekavši kako je sve to "hrpa govana". Zatim kaže kako je Livia bila iznimno disfunkcionalna te da nije htjela sprovod jer je mislila kako nitko neće doći na nj. Čini se kako to prihvaćaju svi osim Janice i Carmeline majke, koje problijede na njezin govor. U jednom trenutku, neki se muškarac spusti niz stepenice, promotri okupljene i vrati se uza stube. Iznimno sliči na mladog Juniora Soprana.
Gledajući scenu iz Državnog neprijatelja koja uključuje brižnu majku glavnog lika, Tony počne plakati i oplakivati majčinu smrt. Međutim, Tony vidjevši film može biti i ispunjen tugom zbog Livijine tvrde naravi, emocionalno nasilne i nestabilne žene, dok je majka Jimmyja Cagneyja dobroćudna žena koju bi svatko poželio za majku.

## Glavni glumci
- James Gandolfini kao Tony Soprano
- Lorraine Bracco kao Dr. Jennifer Melfi
- Edie Falco kao Carmela Soprano
- Michael Imperioli kao Christopher Moltisanti
- Dominic Chianese kao Corrado Soprano, Jr.
- Steven Van Zandt kao Silvio Dante
- Tony Sirico kao Paulie Gualtieri
- Robert Iler kao Anthony Soprano, Jr.
- Jamie-Lynn Sigler kao Meadow Soprano
- Drea de Matteo kao Adriana La Cerva
- Aida Turturro kao Janice Soprano
- John Ventimiglia kao Artie Bucco
- Federico Castelluccio kao Furio Giunta
- Steven R. Schirripa kao Bobby Baccalieri
- Robert Funaro kao Eugene Pontecorvo
- Katherine Narducci kao Charmaine Bucco
- Nancy Marchand kao Livia Soprano
- Joe Pantoliano kao Ralph Cifaretto

### Gostujući glumci
- Jerry Adler kao Hesh Rabkin

#### Ostali gostujući glumci
| - Peter Riegert kao Assemblyman Zellman - Tom Aldredge kao Hugh DeAngelis - Suzanne Shepherd kao Mary DeAngelis - Alla Kliouka kao Svetlana Kirilenko - Vincent Curatola kao Johnny Sack - John Fiore kao Gigi Cestone - Joseph R. Gannascoli kao Vito Spatafore - Dan Grimaldi kao Patsy Parisi - George Loros kao Raymond Curto - Richard Maldone kao Albert Barese - Vincent Pastore kao Big Pussy Bonpensiero - Gregalan Williams kao velečasni James, Jr. - Patrick Tully kao Noah Tannenbaum - Nicole Burdette kao Barbara Giglione - Ralph Lucarelli kao Cozzarelli | - Peter McRobbie kao otac Felix - Sharon Angela kao Rosalie Aprile - Jason Cerbone kao Jackie Aprile, Jr. - Tim Gallin kao g. Zachary - Marcia Haufrecht kao Fanny - Maureen Van Zandt kao Gabriella Dante - Vito Antuofurmo, Sr. kao Bobby Zanone - Dimitri de Fresco kao mladić - Marie Donato kao 2 do 5 / 7 do 9 - Katalin Pota kao Lilliana Wosilius - Ed Vassallo kao Tom Giglione - Gary Evans kao tehničar FBI-a #2 - Frank Pando kao agent Grasso - Carlos Lopez kao tehničar FBI-a - Michael Strano kao agent FBI-a |

## Prva pojavljivanja
- Eugene Pontecorvo: suradnik i ubrzo vojnik u ekipi Aprile.
- Ralph Cifaretto: vojnik u ekipi Aprile koji se nakon Richiejeva nestanka pokušava nametnuti za poziciju kapetana.
- Noah Tannenbaum: crnoputi židovski student i Meadowin prijatelj.
- Ronald Zellman: skupštinar za New Jersey.

## Umrli
- Livia Soprano: umire u snu nakon teškog moždanog udara.

## Naslovna referenca
- Ruski prijevod za "Zbogom, mala Livia".

## Produkcija
- Iako je ova epizoda emitirana kao druga u trećoj sezoni, bila je prva snimljena.
- Zbog smrti Nancy Marchand, David Chase je odlučio da bi i Livia trebala umrijeti. Livijina posljednja scena kreirana je pomoću računalno generiranih snimki s prethodnim zvučnim isječcima i scenama s Marchand.
- Ovo je posljednja epizoda u kojoj je Nancy Marchand potpisana u uvodnoj špici.
- Joe Pantoliano (Ralph Cifaretto), Steve R. Schirripa (Bobby "Bacala" Baccalieri), Robert Funaro (Eugene Pontecorvo), John Ventimiglia (Artie Bucco) i Katherine Narducci (Charmaine Bucco) sada su potpisani kao dio glavne glumačke postave, ali samo u epizodama u kojima se pojavljuju.
- David Chase je planirao veliki zaplet za treću sezonu o Tonyjevim pokušajima mirenja s majkom kako bi je spriječio da svjedoči protiv njega na sudu. Smrt Nancy Marchand navela je Chasea da revidira veliki dio sezone. Ideja o Livijinom svjedočenju spominje se na FBI-evu sastanku u prethodnoj epizodi, "Mr. Ruggerio's Neighborhood".
- Kad je originalno emitirana 2001., epizoda je bila dio dvosatne sezonske premijere.
- Vincent Pastore u ovoj se epizodi pojavljuje u cameo ulozi kad Tony otvori ormar i ugleda Pussyja u zrcalu.

## Reference na druge medije
- Pogrebnik obećava Tonyju kako će "upotrijebiti sve što je u njegovoj moći, te sve svoje vještine" na Liviji (vjerojatno misleći na kozmetiku i balzamiranje). To je doslovna referenca na Kuma, gdje Don Vito Corleone zapovijeda pogrebniku Bonaseri da "upotrijebi sve što je u njegovoj moći i sve svoje vještine" kako bi uljepšao Sonnyjevo izrešetano tijelo. Kut kamere iz spuštajućeg dizala kojim se upoznaje pogrebnik također je preuzet izravno iz Kuma.

## Glazba
- Pjesma koja svira tijekom odjavne špice Les Paulova je "I'm Forever Blowing Bubbles".
- "Eyeless" sastava Slipknot može se čuti u A.J.-evoj sobi.

## Vanjske poveznice
- Proshai, Livushka u internetskoj bazi filmova IMDb-a